# Nikołaj Aleksiejew (dziennikarz)
Nikołaj Aleksandrowicz Aleksiejew, ros. Николай Александрович Алексеев (ur. 23 grudnia 1977 w Moskwie) – rosyjski dziennikarz, publicysta, działacz organizacji ochrony praw człowieka i aktywista rosyjskich środowisk LGBT. Jest absolwentem MGU. Występuje w obronie ludzi, dyskryminowanych przez wzgląd na swą seksualność.
Jest głównym pomysłodawcą i organizatorem parad mniejszości seksualnych w Moskwie w 2006, 2007 i 2008 roku. Marsze te były de facto nielegalne, jako że władze miasta, na czele z merem Moskwy, Jurijem Łużkowem nie wyrażały zgody na ich organizację. Aleksiejew w udzielanych wywiadach nazywa decyzje władz miejskich niezgodnymi zarówno z prawem Rosji (zabrania ono dyskryminacji ze względu na orientację seksualną), jak i z przyjętymi konwencjami Europejskiego Trybunału Praw Człowieka.